# Arnie David Giralt
Arnie David Giralt Rivero (Santiago di Cuba, 26 agosto 1984) è un triplista cubano.

## Palmarès
| Anno | Manifestazione    | Sede     | Evento       | Risultato | Prestazione | Note |
| ---- | ----------------- | -------- | ------------ | --------- | ----------- | ---- |
| 2001 | Mondiali allievi  | Debrecen | Salto triplo | Argento   | 16,33 m     |      |
| 2002 | Mondiali juniores | Kingston | Salto triplo | Oro       | 16,68 m     |      |
| 2003 | Mondiali          | Parigi   | Salto triplo | 4º        | 17,23 m     |      |
| 2004 | Giochi olimpici   | Atene    | Salto triplo | 17º       | 16,70 m     |      |
| 2005 | Mondiali          | Helsinki | Salto triplo | 8º        | 17,09 m     |      |
| 2007 | Mondiali          | Osaka    | Salto triplo | 7º        | 16,91 m     |      |
| 2008 | Mondiali indoor   | Valencia | Salto triplo | Argento   | 17,47 m     |      |
| 2008 | Giochi olimpici   | Pechino  | Salto triplo | 4º        | 17,52 m     |      |
| 2009 | Mondiali          | Berlino  | Salto triplo | 5º        | 17,26 m     |      |
| 2010 | Mondiali indoor   | Doha     | Salto triplo | Bronzo    | 17,36 m     |      |
| 2011 | Mondiali          | Taegu    | Salto triplo | 13º (q)   | 16,74 m     |      |
| 2012 | Mondiali indoor   | Istanbul | Salto triplo | 9º        | 16,71 m     |      |
| 2012 | Giochi olimpici   | Londra   | Salto triplo | 16º       | 16,45 m     |      |